# بدرية البلبيسي
بدرية المعتز عبد الكريم البلبيسي معمارية وسياسية أردنية–فلسطينية. عُينت وزيرة دولة لتطوير القطاع العام ضمن التعديل الوزاري على حكومة جعفر حسان في 6 أغسطس 2025.

## حياتها
وُلدت في مدينة القدس عام 1966 إبان فترة الإدارة الأردنية للضفة الغربية لوالدين فلسطينيين.
في 6 أغسطس 2025، أدت اليمين القانونية وزيرةً لتطوير القطاع العام أمام ملك الأردن عبد الله الثاني في قصر الحسينية.